# 양승원 (희극인)
양승원(1989년 11월 14일 ~ )은 대한민국의 희극 배우이다.

## 출연작
- KBS2 개그콘서트
  - 히든보이스
- tvN 빈센조 - 서 변호사 역
- Tomatoes 고장난 형제들 (웹드라마)